# Kříž u potoka
Kříž u potoka je román Karolíny Světlé z roku 1868. Patří mezi pět románů, které vznikly od poloviny 60. let 19. století a v nichž Světlá zachytila obraz krajiny a lidí v Podještědí, kam se uchýlila po smrti jediné dcerky. V tvorbě Světlé se mísí starší romantická tradice s postupy literárního realismu.
Světlá se v tomto románu nechala inspirovat reálnou předlohou: děj i postavy vytvářela na základě vypravování ještědských známých a místa popsala podle skutečných míst, která objevila během svých procházek krajem.
Hlavní hrdinkou je Eva, která odmítá lásku muže, který ji miloval, a snaží se napravit svého sobeckého manžela. Což se jí také podaří – muž prací v obecní samosprávě zlomí rodové prokletí a dostane se mu všeobecného uznání.

## Podrobný děj
Příběh se odehrává v 1. polovině 19. století v Podještědí. Na Dolanském mlýně jednoho dne zemře mlynář. Po pohřbu se mlynářka ujme malé Evičky, sirotka z vesnice. Na svůj věk je Evička nesmírně vnímavé a dobrosrdečné dítě, a proto ji má každý rád. Zanedlouho se mlynářka musí opět vdát, protože mlýn potřebuje nového hospodáře. Vezme si tedy stárka, který sloužil ve mlýně.
Evička žije šťastný život v Boží blízkosti až do chvíle, kdy jí pěstouni vypráví o neštěstí rodiny Potockých, kterou proklela jejich prabába Józa, jejíž srdce zlomil právě jeden z Potockých, Mikeš. Józa se z donucení provdala za jeho bratra Franíka, kterého nikdy nemilovala, po svatbě si jej nevšímala a jen se mu starala o hospodářství. Aby získal její lásku, dal jí vypít kouzelný nápoj, po kterém Józa žila jako omámená. Franík jejího stavu využil a do roka se jim narodil syn. Józa brzy po porodu nabyla opět vědomí a zděšená zjistila, že má syna. Nešťastná Józa proklela celý rod Potockých a probodla se dýkou u potoka, kde byl poté vztyčen kamenný kříž. Od té doby nikdo z Potockých neměl štěstí v lásce, ani v manželství. Evička vždycky toužila splnit nějaký Boží úkol, a proto se rozhodne, že Józu přemůže a kletbu oné rodiny zlomí. To může dokázat pouze věrnou láskou k někomu z Potockých.
Právě u kříže u potoka potká Evička Štěpána, který se do ní hned zamiluje a chce si ji vzít. Evička i přes přemlouvání svých pěstounů přijme Štěpánovu žádost o ruku, nejen z lásky, ale i proto, aby zlomila kletbu.
Dokud Evička ještě tráví po svatbě nějaký čas v mlýně podle starého obyčeje, je Štěpán ostýchavý, nesmělý a okouzlený jejím půvabem. Když se slavnostně přestěhuje k němu na statek, stane se opět tím milujícím a vášnivým mužem, který ji tenkrát překvapil u kříže. Pyšní se Evičkou před lidmi, a vozí jí krásné šaty. Několik let spolu žijí v krásném vztahu plném lásky. Eviččino štěstí kazí pouze její švagr Ambrož. Je to podivín, starý mládenec, který nerad chodí do společnosti a chtěl zůstat svobodný, aby nezpůsobil další bolest a hanbu svému rodu.
Časem se ale Štěpánovi zprotiví manželčin zájem o knihy, stěžuje si, že jim věnuje čas, který má trávit s ním. Oddaná Evička své drahé knihy uklidí do truhly. Jenže když se jim narodí dcerka (Evička), mladý otec žárlí i na ni a Evičce vytýká její přehnanou mateřskou péči. Štěpán začne chodit do hospody za zábavou, pije, chová se k Evičce hrubě a jejich manželství se kazí, přesně podle kletby. V této době se jí stává oporou švagr Ambrož, v němž pozná hodného a velmi citlivého muže, který si ji i svou malou neteř zamiloval. Eva pošle dítě do mlýna k prarodičům, aby nevidělo své rodiče v neustálém sporu a aby na ně Štěpán nežárlil. Štěpán přesto začne chodit za Mařičkou, která nemá zrovna dvakrát dobrou pověst a na truc s ní začne žít. Evička mu nic nevyčítá, všechny jeho prohřešky mu toleruje a jen tiše trpí. Tím Štěpána ještě více rozzlobí, myslí si, že je jí lhostejný. Jednou v opilosti Evičce dokonce rozsekne hlavu hozenou dýmkou. Štěpán se ze stavení vytratil jako pára nad hrncem. Evička má štěstí, že ji najde švagr, jenž ji okamžitě ošetří. Ambrož se rozohní na bratra a přemlouvá ji, ať s ním odjede z toho prokletého domu. Dokonce jí vyzná lásku, ale Evička chce přes to všechno zůstat věrná manželovi. Ambrož je tak překvapený, že ji nechá ležet u potoka a odjede pryč ze statku.
Štěpána trápí výčitky svědomí, a tak se kajícně doplíží domů, odkud ho ale vyhodí mlynářka. Štěpánovo srdce se tím ještě více zatvrdí a jde hledat útočiště k Mařičce. Evičce zbývá už jen jediná šance, jak zachránit své manželství. Proto sebere poslední síly a jde k Mařičce do jejího domu. Prosí ji, aby jí vrátila Štěpána a neničila jim manželství, ale Mařička se jí jen vysměje. Štěpán vyslechne celý rozhovor z půdy a konečně si uvědomí, jak ho má Evička ráda. Hned se k ní vrátí a omlouvá se, kolik toho musela kvůli němu vytrpět a slibuje jí lepší život. V této chvíli je již kletba zlomena.
Štěpán se stane vzorným, milujícím manželem a sousedé si ho tak oblíbí, že si ho chtějí zvolit představeným vesnice. Jenže bez bratra už se Štěpán o obchod moc nestaral a navíc se zadlužil kvůli Mařičce. Toho se nějak dopídí jeho konkurenti a chtějí ho zničit. Štěpán najde svého bratra a prosí ho za odpuštění, Ambrož ale bratra vyhodí. Štěpán se tedy rozhodne veřejně promluvit před celou obcí. Seznámil je se svou situací a ti, kteří se ho snažili zničit, jsou veřejně potupeni. Na to vypukne velká rvačka, při které je smrtelně zraněn Ambrož, který přinesl bratru peníze a zachránil ho před umlácením.
Ambrož se na smrtelné posteli dovídá od samotné Evičky, jak ho měla ráda a kolik přemáhání ji stálo, když ho odmítla, aby s ním neodešla od svého manžela. Rozhodla se však správně, neboť tím byla zlomena kletba.
Po smrti bratra už nemohl Štěpán déle vydržet na rodinném statku, a tak se spolu s rodinou odstěhoval do Dolanského mlýna, kde již všichni došli spokojenosti a duševního klidu.

## Filmová adaptace
- Kříž u potoka – československé drama režiséra Jana Stanislava Kolára z roku 1921.
- Kříž u potoka – československé drama režiséra Miroslava Jareše z roku 1937.